# ویسواف وویچیک
ویسواف وویچیک (لهستانی: Wiesław Wójcik؛ ‏ تلفظ لهستانی: [ˈvjɛswaf]؛ ‏ ۱ اکتبر ۱۹۴۵–۴ آوریل ۲۰۲۱) بازیگر اهل لهستان بود. وی دانش‌آموختهٔ آکادمی ملی هنرهای نمایشی آ.س.ت. در کراکوف بود.
از فیلم‌ها یا مجموعه‌های تلویزیونی که وی در آن‌ها نقش داشته‌است، می‌توان به کورن‌بلومن‌بلائو،مرگ همچون یک تکه نان، هتل زرافه و کرگدن، خوشنام، با گذشتِ روزها، از پسِ سال‌ها…، تاج پادشاهان، دوران افتخار، کارآگاهان جنایی، در خوشی و سختی، شاپرک، مرد مرمرین، صلح، کارناوال و کاتین اشاره نمود.